# Platygaster panamaensis
Platygaster panamaensis är en stekelart som beskrevs av Peter Neerup Buhl 2002. Platygaster panamaensis ingår i släktet Platygaster och familjen gallmyggesteklar. Inga underarter finns listade i Catalogue of Life.